# 根室市議会
根室市議会（ねむろしぎかい）は、北海道根室市に設置されている地方議会である。
2024年（令和6年）5月の市役所新庁舎開庁に伴い、議場や議会事務局は庁舎4階に移転した。

## 概要

### 任期
4年

### 定数
16人

### 所在地
北海道根室市常盤町2丁目27番地
根室市役所本庁舎3階

### 委員会
- 議会運営委員会
- 議会広報委員会
- 議会ICT推進検討委員会

#### 常任委員会
- 総務経済常任委員会
- 文教厚生常任委員会

#### 特別委員会
- 決算審査特別委員会
- 北方領土・水産対策特別委員会
- 総合計画審査等特別委員会

### 定例月議会
- 通年議会[3]
  - 3月
  - 6月
  - 9月
  - 12月

### 事務局
- 議会事務局
  - 庶務課

## 会派
| 会派名     | 議席数 | 所属党派            | 議員名                              | 女性議員数 | 女性議員の比率（％） |
| ---------- | ------ | ------------------- | ----------------------------------- | ---------- | -------------------- |
| 創新       | 4      | 自由民主党1 公明党1 | 足立計昌 永洞均 五十嵐寛 田塚不二男 | 0          | 0                    |
| 紬         | 2      |                     | 久保田陽 須崎和貴                   | 0          | 0                    |
| 市民クラブ | 2      |                     | 壷田重夫 本田俊治                   | 0          | 0                    |
| 市政クラブ | 2      | 立憲民主党1         | 中村久 工藤勝代                     | 1          | 50                   |
| 大地       | 2      | 新党大地            | 冨川歩 遠藤輝宣                     | 0          | 0                    |
| 日本共産党 | 2      | 日本共産党          | 鈴木一彦 橋本竜一                   | 0          | 0                    |
| 無所属     | 2      |                     | 西田浩一 保坂いづみ                 | 1          | 50                   |
| 計         | 16     |                     |                                     | 2          | 12.5                 |

## 議員報酬等
| 役職   | 議員報酬        | 政務活動費 |
| ------ | --------------- | ---------- |
| 議長   | 月額 40万5000円 | 月額 2万円 |
| 副議長 | 月額 34万0000円 | 月額 2万円 |
| 議員   | 月額 31万5000円 | 月額 2万円 |

- 別途、年2回期末手当あり
- 政務活動費の残金は市に返還する義務がある
- 議員年金は2011年（平成23年）6月1日で廃止されている

## 定数の推移
「根室市議会議員定数条例」によって定数が決められている。
- 2013年（平成25年）9月1日選挙 - 20人→18人
- 2021年（令和3年）8月22日選挙 - 18人→16人

## 議会出身者

### 根室町会
- 小池仁郎（衆議院議員）

### 根室市議会
- 仲野博子（衆議院議員）